# Echipa națională de fotbal a Filipinelor
Echipa națională de fotbal a Filipinelor este naționala de fotbal a Filipinelor și este controlată de Federația Filipineză de Fotbal. 
Deși este cea mai veche națională de fotbal din Asia, Filipine nu a avut niciodată succes internațional necalificându-se niciodată la turneul final al Cupei Asiei AFC și la Campionatul Mondial de Fotbal.

## Antrenori
- Alan Rogers (1962–1963)
- Danny McLennan (1963)
- Carlos Cavagnaro (1989)
- Eckhard Krautzun (1991–1992)
- Noel Casilao (1993–1996)
- Juan Cutillas (1996–2000)
- Rodolfo Alicante (2000)
- Masataka Imai (2001)
- Sugao Kambe (2002–2003)
- Aris Caslib (2004–2007)
- Norman Fegidero (2008)
- Juan Cutillas (2008–2009)
- Aris Caslib (2009)
- Des Bulpin (2009–2010)
- Simon McMenemy (2010)
- Michael Weiß (2011–prezent)

## Record competitiv

### Campionatul Mondial de Fotbal
| Anul         | Runda              | MJ                 | V                  | E                  | Î                  | GM                 | GP                 |
| ------------ | ------------------ | ------------------ | ------------------ | ------------------ | ------------------ | ------------------ | ------------------ |
| 1930 to 1938 | Did not enter      | Did not enter      | Did not enter      | Did not enter      | Did not enter      | Did not enter      | Did not enter      |
| 1950         | Withdrew           | Withdrew           | Withdrew           | Withdrew           | Withdrew           | Withdrew           | Withdrew           |
| 1954 to 1962 | Did not enter      | Did not enter      | Did not enter      | Did not enter      | Did not enter      | Did not enter      | Did not enter      |
| 1966         | Entry not accepted | Entry not accepted | Entry not accepted | Entry not accepted | Entry not accepted | Entry not accepted | Entry not accepted |
| 1970         | Did not enter      | Did not enter      | Did not enter      | Did not enter      | Did not enter      | Did not enter      | Did not enter      |
| 1974         | Withdrew           | Withdrew           | Withdrew           | Withdrew           | Withdrew           | Withdrew           | Withdrew           |
| 1978 to 1994 | Did not enter      | Did not enter      | Did not enter      | Did not enter      | Did not enter      | Did not enter      | Did not enter      |
| 1998 2002    | Did not qualify    | Did not qualify    | Did not qualify    | Did not qualify    | Did not qualify    | Did not qualify    | Did not qualify    |
| 2006 2010    | Did not enter      | Did not enter      | Did not enter      | Did not enter      | Did not enter      | Did not enter      | Did not enter      |
| Total        | -                  | -                  | -                  | -                  | -                  | -                  | -                  |

### Cupa Asiei AFC
| Anul      | Runda            | MJ               | V                | E                | Î                | GM               | GP               |
| --------- | ---------------- | ---------------- | ---------------- | ---------------- | ---------------- | ---------------- | ---------------- |
| 1956 1960 | Nu s-a calficat  | Nu s-a calficat  | Nu s-a calficat  | Nu s-a calficat  | Nu s-a calficat  | Nu s-a calficat  | Nu s-a calficat  |
| 1964      | Nu a participat  | Nu a participat  | Nu a participat  | Nu a participat  | Nu a participat  | Nu a participat  | Nu a participat  |
| 1968      | Nu s-a calificat | Nu s-a calificat | Nu s-a calificat | Nu s-a calificat | Nu s-a calificat | Nu s-a calificat | Nu s-a calificat |
| 1972 1976 | Nu a participat  | Nu a participat  | Nu a participat  | Nu a participat  | Nu a participat  | Nu a participat  | Nu a participat  |
| 1980 1984 | Nu s-a calificat | Nu s-a calificat | Nu s-a calificat | Nu s-a calificat | Nu s-a calificat | Nu s-a calificat | Nu s-a calificat |
| 1988 1992 | Nu a participat  | Nu a participat  | Nu a participat  | Nu a participat  | Nu a participat  | Nu a participat  | Nu a participat  |
| 1996 2000 | Nu s-a calificat | Nu s-a calificat | Nu s-a calificat | Nu s-a calificat | Nu s-a calificat | Nu s-a calificat | Nu s-a calificat |
| 2004 2007 | Nu a participat  | Nu a participat  | Nu a participat  | Nu a participat  | Nu a participat  | Nu a participat  | Nu a participat  |
| 2011      | Nu s-a calificat | Nu s-a calificat | Nu s-a calificat | Nu s-a calificat | Nu s-a calificat | Nu s-a calificat | Nu s-a calificat |
| Total     | -                | -                | -                | -                | -                | -                | -                |

### Challenge Cup
| Anul      | Runda            | MJ               | V                | E                | Î                | GM               | GP               |
| --------- | ---------------- | ---------------- | ---------------- | ---------------- | ---------------- | ---------------- | ---------------- |
| 2006      | Runda 1          | 3                | 0                | 2                | 1                | 2                | 3                |
| 2008 2010 | Nu s-a calificat | Nu s-a calificat | Nu s-a calificat | Nu s-a calificat | Nu s-a calificat | Nu s-a calificat | Nu s-a calificat |
| 2012      | -                | -                | -                | -                | -                | -                | -                |
| Total     | –                | 3                | 0                | 2                | 1                | 2                | 3                |

### Jocurile Asiei
| Anul              | Runda           | MJ              | V               | E               | Î               | GM              | GP              |
| ----------------- | --------------- | --------------- | --------------- | --------------- | --------------- | --------------- | --------------- |
| 1951              | Nu a participat | Nu a participat | Nu a participat | Nu a participat | Nu a participat | Nu a participat | Nu a participat |
| 1954              | Runda 1         | 2               | 0               | 0               | 2               | 2               | 7               |
| 1958              | Sferturi        | 3               | 1               | 0               | 2               | 2               | 8               |
| 1962              | Runda 1         | 3               | 0               | 0               | 3               | 1               | 27              |
| 1966 1970         | Nu a participat | Nu a participat | Nu a participat | Nu a participat | Nu a participat | Nu a participat | Nu a participat |
| 1974              | Runda 1         | 3               | 0               | 0               | 3               | 0               | 21              |
| 1978 până la 1998 | Nu a participat | Nu a participat | Nu a participat | Nu a participat | Nu a participat | Nu a participat | Nu a participat |
| Total             | –               | 11              | 1               | 0               | 10              | 5               | 63              |

### ASEAN Championship
| Anul  | Runda            | MJ               | V                | E                | Î                | GM               | GP               |
| ----- | ---------------- | ---------------- | ---------------- | ---------------- | ---------------- | ---------------- | ---------------- |
| 1996  | Runda 1          | 4                | 0                | 0                | 4                | 0                | 16               |
| 1998  | Runda 1          | 3                | 0                | 0                | 3                | 3                | 11               |
| 2000  | Runda 1          | 3                | 0                | 0                | 3                | 0                | 8                |
| 2002  | Runda 1          | 4                | 0                | 0                | 4                | 3                | 24               |
| 2004  | Runda 1          | 4                | 1                | 0                | 3                | 4                | 9                |
| 2007  | Runda 1          | 3                | 0                | 1                | 2                | 0                | 8                |
| 2008  | Nu s-a calificat | Nu s-a calificat | Nu s-a calificat | Nu s-a calificat | Nu s-a calificat | Nu s-a calificat | Nu s-a calificat |
| 2010  | Semifinale       | 5                | 1                | 2                | 2                | 3                | 3                |
| Total | –                | 26               | 2                | 3                | 21               | 13               | 79               |